# Masakuni Yamamoto
Masakuni Yamamoto (Numazu, 4 aprile 1958) è un allenatore di calcio ed ex calciatore giapponese, di ruolo difensore.

## Statistiche

### Presenze e reti nei club
| Stagione | Squadra       | Campionato | Campionato | Campionato |
| Stagione | Squadra       | Comp       | Pres       | Reti       |
| -------- | ------------- | ---------- | ---------- | ---------- |
| 1981     | Yamaha Motors | JSL1       | 18         | 1          |
| 1982     | Yamaha Motors | JSL2       | 16         | 0          |
| 1983     | Yamaha Motors | JSL1       | 18         | 1          |
| 1984     | Yamaha Motors | JSL1       | 18         | 0          |
| 1985-86  | Yamaha Motors | JSL1       | 22         | 0          |
| 1986-87  | Yamaha Motors | JSL1       | 17         | 1          |
|          | Totale        |            | 109        | 3          |